# Ordine della Grande Stella di Gibuti
L'Ordine della Grande Stella di Gibuti è un'onorificenza di Gibuti.

## Classi
L'Ordine dispone delle seguenti classi di benemerenza:
- Membro di I Classe
- Membro di II Classe
- Membro di III Classe

## Insegne
- L'insegna è costituita da una stella raggiata a cinque punte di colore verde, che porta al centro un medaglione rotondo con le lettere UEP; il medaglione è circondato da un bordo blu.

- Il nastro è verde.